# Gegenverkehr
Gegenverkehr bezeichnet das Vorhandensein zweier entgegengesetzter Fahrtrichtungen auf einem gemeinsamen Verkehrsweg. Diese Verkehrsregelung ist auf Verkehrswegen mit begrenztem Verkehrsraum (linienartige Verkehrswege) anzutreffen, dazu zählen Straßen, Schienen, Wasserstraßen sowie Radwege und Fußwege. Im Moment der Begegnung (Begegnungsfall) muss ein seitliches Ausweichen möglich sein, um einen Zusammenstoß zu vermeiden. Es wird zwischen Gegenverkehr im Rechtsverkehr und Linksverkehr unterschieden.

## Merkmale
Straßen, auf denen sich der Verkehr in entgegengesetzter Richtung bewegen darf, werden als Gegenverkehrs- oder Zweirichtungsstraßen bezeichnet. Auf Straßen, die dem übergeordneten Wegenetz angehören, sind mindestens zwei Fahrstreifen ausgebildet, um einen problemlosen Zweirichtungsverkehr abwickeln zu können. Zur Einteilung der Straße in mehrere Fahrstreifen sind Fahrbahnmarkierungen aufgebracht. Untergeordnete Straßen sind schmaler dimensioniert, besitzen keine Fahrbahnmarkierung und werden mit geringerer Geschwindigkeit befahren, sodass im Begegnungsfall ein Ausweichen möglich ist. Straßen, die ein hohes Verkehrsaufkommen bewältigen müssen und zugleich mit hohen Geschwindigkeiten befahren werden, bekommen zwei getrennte Richtungsfahrbahnen mit einer baulichen Mitteltrennung. An Engstellen oder Knotenpunkten sind Lichtzeichenanlagen oder eine vorfahrtregelnde Beschilderung angebracht. Straßen, welche nur eine Verkehrsrichtung besitzen, werden Einbahnstraßen genannt. 
Gegenverkehr auf Straßen stellt eine potenzielle Gefahr dar, da auf Grund von Unaufmerksamkeit, Fahruntauglichkeit oder schlechter Witterung der Verkehrsteilnehmer einer Fahrtrichtung auf die Fahrtrichtung des Gegenverkehrs geraten kann und somit einen Zusammenstoß bewirken kann. Ähnliche Folgen kann die Falscheinschätzung einer Überholstrecke bei Gegenverkehr haben.
Für Radwege und Fußwege ist außer einer ausreichenden Breite keine weitere bauliche Maßnahme vorzusehen. Konfliktsituationen entstehen bei einer Kombination beider Wege, da die Geschwindigkeiten der beiden Verkehrsarten unterschiedlich ausfallen. Um die beiden Verkehrsarten besser trennen zu können, werden Fahrbahnmarkierungen aufgebracht.
Im Schienenverkehr ist ein zügiges Ausweichen zur Seite oder ein rasches Abbremsen nicht möglich, was zur Folge hat, dass die Schienenfahrzeuge frühzeitig durch Signale gewarnt oder mit Hilfe von Weichen auf ein anderes Gleis umgeleitet werden müssen, wenn ein Begegnungsfall erwartet wird. Zu einem Zusammenstoß kommt es nur, wenn zwei Zugeinheiten auf einem Gleis zusammenkommen oder ein Zug entgleist und in die Gegenrichtung gerät.
Auch auf Wasserstraßen in der Binnenschifffahrt ist das Vorhandensein von Gegenverkehr möglich, allerdings sind die Geschwindigkeiten niedriger. Seezeichen oder Signale dienen der Orientierung des Schiffsverkehrs und verhindern neben technischen Systemen wie Radar- und Lotsentechnik einen Zusammenstoß. Auf hoher See gelten die Kollisionsverhütungsregeln.

Zeichen 125: Vorsicht Gegenverkehr (Deutschland)
Zeichen 208: dem Gegenverkehr Vorrang gewähren (Deutschland)
Zeichen 522-30: Hinweis auf Gegenverkehr (Deutschland)
Zeichen 308: Vorrang vor dem Gegenverkehr  (Deutschland)

## Gegenverkehr auf Autobahnen

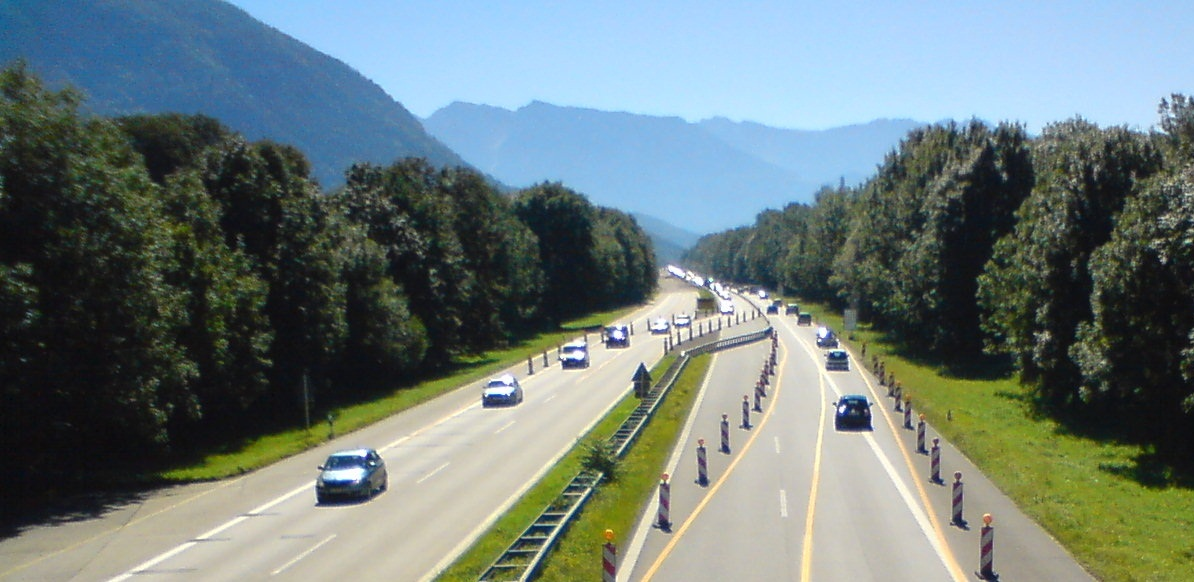
Gegenverkehrsbereich mit Überleitung auf einer Autobahn

Auf Autobahnen werden bei Baustellen vorübergehende Gegenverkehrsbereiche eingerichtet. Diese Abschnitte sind nach Möglichkeit mit zwei Fahrstreifen je Fahrtrichtung. Zur Unfallverhütung werden u. a. Geschwindigkeitsbeschränkungen und Überholverbote beschildert.